# Serjania brachyptera
Serjania brachyptera är en kinesträdsväxtart som beskrevs av Ludwig Radlkofer. Serjania brachyptera ingår i släktet Serjania och familjen kinesträdsväxter. Inga underarter finns listade i Catalogue of Life.